# Рябушинский, Павел Павлович
Па́вел Па́влович Рябуши́нский (17 [29] июня 1871, Москва — 18 июля 1924, Камбо-ле-Бен, Франция) — российский предприниматель, банкир, старообрядец, представитель династии Рябушинских.

## Семья Рябушинских
П. П. Рябушинский был старшим из восьми сыновей хлопчатобумажного фабриканта и банкира Павла Михайловича Рябушинского, представителем третьего поколения известнейшей купеческой династии, основанной выходцем из крестьян Михаилом Яковлевичем Рябушинским (1787—1858). Мать П. П. Рябушинского, Александра Степановна, была дочерью известного миллионера, хлеботорговца С. Т. Овсянникова, получившего широкую известность после того как в 1874 году был приговорен к лишению свободы за поджог предприятия конкурента. Рябушинские были, подобно многим крупным московским предпринимателям, старообрядцами-поповцами (белокриницкая иерархия), П. М. Рябушинский занимал видное место в московской старообрядческой общине Рогожского кладбища. У него было 9 сыновей, один из которых умер в детстве, и 7 дочерей, две из которых также умерли в младенчестве.
В 1890 году с золотой медалью окончил Московскую практическую академию коммерческих наук.
В 1893 году П. П. Рябушинский женился на А. И. Бутиковой, дочери суконного фабриканта И. И. Бутикова, в 1896 году у супругов родился сын Павел. В конце 1890-х годов Рябушинский сошелся с разведённой Елизаветой Григорьевной Мазуриной, имевшей троих детей от первого брака с Константином Мазуриным, и начал бракоразводный процесс. В 1901 году развёлся с первой женой и женился на Мазуриной, но брак был аннулирован консисторией, и лишь в 1904 году супругам Рябушинским удалось добиться официального признания своих брачных отношений. Во втором браке у П. П. Рябушинского было двое детей, Анна и Сергей (умер в детстве).
В 1899 году умер П. М. Рябушинский, а его состояние было разделено поровну между его сыновьями. Каждый из сыновей получил паи в основном бизнесе на сумму около 400 тыс. рублей и столько же наличными деньгами и ценными бумагами. Братья Рябушинские, получив разделённый капитал, всю дальнейшую жизнь оперировали семейными предприятиями совместно, выступая как единая бизнес-группа. Из восьмерых братьев Павел, Сергей, Владимир, Степан, Михаил принимали активное участие в коммерческих делах; Дмитрий стал ученым (известным специалистом в области аэродинамики); Николай к 1912 году продал все активы, а к 1917 году прожил весь наследственный капитал; Федор умер в 1912 году в возрасте 25 лет от туберкулеза. П. П. Рябушинский как старший брат стал главой семейного клана.

## Коммерческая деятельность братьев Рябушинских
Самым значимым из активов, унаследованных братьями Рябушинскими от отца, было «Товарищество мануфактур П. М. Рябушинского с сыновьями» с номинальным капиталом в 5,7 млн рублей — крупное (около 3000 рабочих) текстильное предприятие, располагавшееся в селе Заворове Вышневолоцкого уезда Тверской губернии (в настоящее время входит в городскую черту Вышнего Волочка). Фабрика имела 77 тыс. веретён и выпускала хлопчатобумажные ткани на 3,7 млн рублей в год. По организационной форме это предприятие было «товариществом на паях» (характерной для семейного бизнеса того времени), то есть было корпорацией с ограниченной ответственностью, с собственностью, разделённой на именные паи, не имевшие свободного обращения. В 1900 году основная часть построек предприятия была уничтожена пожаром, но производство удалось быстро восстановить. В 1905 году рабочие фабрики присоединились к революционным выступлениям. В ноябре при очередной забастовке рабочими был убит директор фабрики С. И. Ганешин, после чего производство было закрыто. В 1906 году деятельность фабрики возобновилась, причём владельцы пошли на большие уступки рабочим — в частности, рабочий день был сокращён с 11,5 до 9 часов. Предприятие под управлением братьев Рябушинских устойчиво развивалось, производство расширялось, строились новые корпуса. К 1914 году стоимость годовой продукции составляла 8 млн рублей, акционерный и запасной капитал увеличились до 6,4 млн рублей, на фабрике было занято 4,5 тыс. рабочих. В 1914 году предприятие, в связи с расширением профиля деятельности, было переименовано в «Торгово-промышленное Товарищество П. М. Рябушинского с сыновьями».
Деятельность братьев Рябушинских в Тверской губернии не ограничивалась текстильным бизнесом. Товарищество постепенно осваивало торговлю лесом, покупая всё новые и новые лесные участки. К 1917 году Товариществу принадлежало около 40 тыс. десятин леса (440 км²) в Тверской и Новгородской губерниях. В 1906 году Рябушинские купили писчебумажную фабрику на станции Окуловка Тверской губернии и организовали «Товарищество Окуловской писчебумажной фабрики». К 1917 году активы предприятия оценивались в 7,4 млн рублей. В настоящий момент предприятие носит название «Окуловская бумажная фабрика». В 1911 году Рябушинские купили Цнинский стекольный завод (в настоящий момент — ОАО «Востек») на станции Фирово Тверской губернии.
П. М. Рябушинский не вкладывал все свои капиталы в производство, значительную часть средств он ссужал под проценты другим предпринимателем. К концу жизни его доходы от долговых операций были приблизительно равны доходам от текстильного производства. В составе капиталов, унаследованных братьями Рябушинскими от отца в 1899 году, было около 9 млн долговых обязательств. В 1901 году покончил с собой впавший в несостоятельность предприниматель А. К. Алчевский, крупнейший должник Рябушинских (задолженность составляла около 5 млн рублей). Рябушинские предприняли крайне оперативные действия по спасению задолженности, зависшей в крупнейшем активе Алчевского — Харьковском ипотечном банке. Пользуясь резким (от 450 до 125 рублей) падением курса акций, они скупили контрольный пакет и завладели проблемным активом. После этого Рябушинские смогли договориться с министром финансов С. Ю. Витте о том, чтобы Государственный банк предоставил Харьковскому земельному банку ссуду в 6 млн рублей, позволявшую банку рассчитаться со срочными требованиями и возобновить операции. Банк был успешно санирован, после чего начал преуспевать, и к 1912 году его акции поднялись до 455 рублей. Эта история с моральной точки зрения выглядела достаточно подозрительно. Витте не только легко согласился выдать Рябушинским огромный льготный кредит на санацию банка, но и сделал это экстренно, в обход установленных законом условий. Между тем, за три недели до этого Витте категорически отказал в такой же просьбе А. К. Алчевскому, что и вызвало его резонансное самоубийство. Эти необычные обстоятельства наводили на мысль о том, что Рябушинские, не имевшие никаких надежд получить долги Алчевского в обычном порядке (его обязательства, не покрытые активами, превышали 17 млн рублей), в сговоре с Витте ускорили крушение его бизнеса, имея готовый план захвата банка.
В 1902 году братья, развивая неформальный (но крупный по оборотам) кредитный бизнес, доставшийся им от отца, основали новое банковское учреждение — банкирский дом «Братья Рябушинские» с капиталом в 1,05 млн рублей. Первоначально бизнес принадлежал шестерым братьям, а затем — семерым (не участвовал в нём только подросток Фёдор Павлович). В 1912 году банкирский дом был реорганизован в Московский банк c капиталом 20 млн рублей. К 1917 году банк с капиталом в 25 млн рублей был 13-м по величине в России. Банк имел характерную для московских банков консервативную направленность: в его операциях преобладали учёт векселей, депозиты, ведение текущих счетов и выдача ссуд под обеспечение.
В 1913 году Рябушинский провёл встречу с крупными учёными: В. И. Вернадским, В. А. Обручевым, В. Д. Соколовым, после которой он заинтересовался коммерческими и научными перспективами добычи в России радиоактивных материалов. В 1914 году для поиска месторождений радиоактивных элементов Рябушинский организовал и профинансировал две научные экспедиции — в Забайкалье и в Фергану. Экспедиции оказались неудачными — крупные месторождения открыты не были.

## Общественная и политическая деятельность П. П. Рябушинского

### 1905 год. Начало политической деятельности.

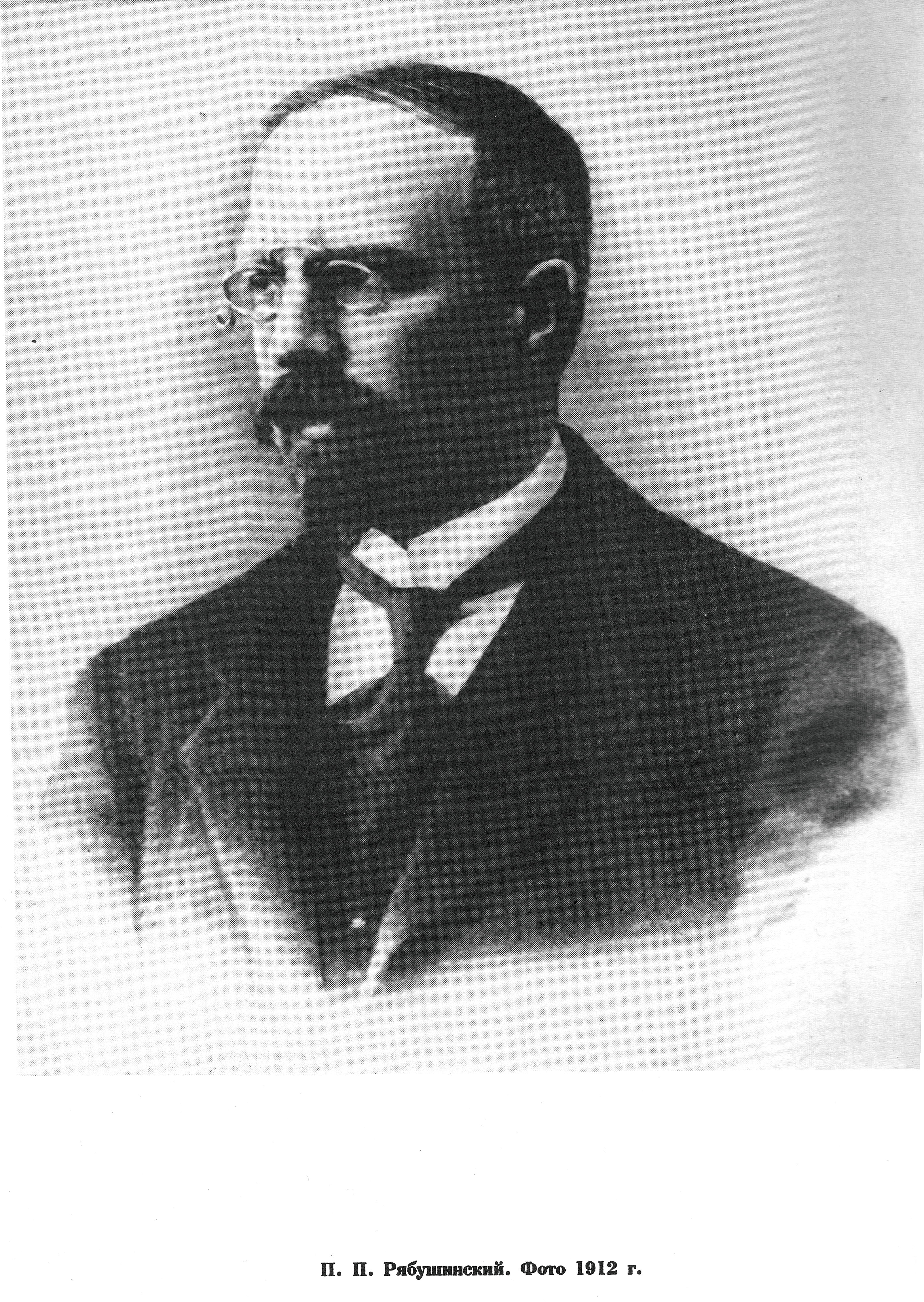

Активная общественно-политическая деятельность П. П. Рябушинского началась летом 1905 года, на пике событий Первой русской революции. В июле 1905 года в Москве проходил Торгово-промышленный съезд. Съезд посчитал необходимым выразить своё отношение к разрабатываемым правительством планам созыва Государственной Думы. При обсуждении произошел раскол: более консервативная часть предпринимателей, возглавляемая лидерами Московского биржевого комитета Г. А. Крестовниковым и Н. А. Найдёновым, выступала за законосовещательную Думу с весьма ограниченными полномочиями, а другая часть предпринимателей, в числе которых оказался П. П. Рябушинский, — за полноценный парламент. Съезд был закрыт властями, но его пропарламентская часть продолжила заседания в доме П. П. Рябушинского. Для подготовки Всероссийского торгово-промышленного съезда было избрано Бюро съезда, в которое вошли П. П. Рябушинский, А. И. Коновалов, А. С. Вишняков. С этого момента П. П. Рябушинский становится одним из самых заметных лидеров группы оппозиционно настроенных крупных московских капиталистов. Противостояние группы Рябушинского и консервативно настроенных старых лидеров московских предпринимателей, начавшееся с этого конфликта, в значительной степени определит дальнейшую политическую деятельность Рябушинского вплоть до Февральской революции.

### Партийные проекты в I—III Думах

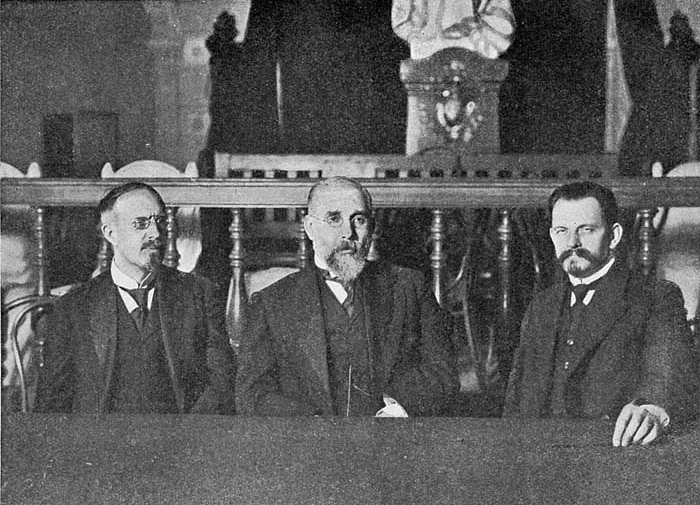
П. П. Рябушинский, М. В. Челноков, Н. И. Астров

Осенью 1905 года, после объявления выборов в I Думу, начинает складываться партийная система. Предпринимательское сообщество проявляет большую активность в партийном строительстве, но отсутствие консолидации приводит к одновременной организации нескольких независимых мелких партий (прогрессивно-экономическая партия, партия правового порядка, торгово-промышленная партия, Всероссийский торгово-промышленный союз). П. П. Рябушинский, совместно с С. И. Четвериковым и В. П. Горнунгом, предпринимает попытки учреждения собственной «умеренно-прогрессивной партии». Партия разделяла основные идеи конституционно-демократической партии — всеобщее избирательное право и возмездное изъятие части помещичьих земель, но не присоединялась к требованиям 8-часового рабочего дня и широкой автономии для Финляндии и Польши. Партийный проект не получил достаточной поддержки и заглох, не дожив даже до начала выборов в I Думу. П. П. Рябушинский, столкнувшись с неудачей своих первых политических начинаний, перешёл в Торгово-промышленную партию, которая на выборах в I Думу выступала в блоке с «Союзом 17 октября» (октябристы). П. П. Рябушинский стал членом Центрального Комитета «Союза 17 октября». Результаты выборов оказались для октябристов настолько неудовлетворительными, что их политическому партнеру — Торгово-промышленной партии — достался только один мандат.
Летом 1906 года была создана Партия мирного обновления (мирнообновленцы), лидерами которой стали популярные либералы граф П. А. Гейден, М. А. Стахович, Д. Н. Шипов, Н. Н. Львов, князь Е. Н. Трубецкой. В октябре 1906 года, перед началом выборов во II Думу, ряд крупных капиталистов, в том числе и П. П. Рябушинский, перешли в эту партию из «Союза 17 октября». Необходимо заметить, что переход П. П. Рябушинского из проправительственной партии в оппозицию был вызван не только политическими убеждениями, но и рядом личных столкновений с властью. Две газеты Рябушинского — «Утро» и «Народная газета» — были закрыты, а сам он был даже подвергнут кратковременной административной высылке из Москвы. Большое негативное впечатление на Рябушинского произвело уголовное преследование его родственницы С. В. Рябушинской по политическим мотивам.
Дальнейшая политическая история партии, несмотря на наличие в её руководстве известных интеллектуалов и поддержку крупных предпринимателей, представляла собой череду поражений. Выборы во II Думу закончились для мирнообновленцев полным провалом — они были вынуждены вообще отказаться от выставления собственных кандидатов. Немногим лучше прошли и выборы в III Думу в 1907 году — от партии было выбрано лишь 8 депутатов.

### Прогрессивная партия
В III Думе группа депутатов, отколовшихся от различных фракций, начала формирование отдельной «прогрессивной» фракции. Позиция фракции в целом совпадала с политически неудачливой Партией мирного обновления — она находилась между октябристами и кадетами.

### Газеты
В сентябре 1907 года в Москве Павел Рябушинский начал выпуск газеты «Утро России». Издание имело тираж 30 тысяч экземпляров, но выходило всего месяц, после чего было закрыто властями. Возобновлено издание газеты было в 1909 году; к тому времени в Большом Путинковском переулке специально для нужд газеты знаменитым Ф. Шехтелем было возведено здание, в котором разместилась редакция и типография. Газета выражала интересы крупных торгово-промышленных кругов и являлась органов Прогрессивной партии. В апреле 1918 года «Утро России» было закрыто из-за своей антисоветской и антибольшевистской направленности. Под названием «Заря России» газета просуществовала до конца июля 1918 года, пока не была запрещена окончательно.

### Общественная деятельность
Общественная деятельность П. П. Рябушинского началась в 1905 году в общей струе подъёма московского предпринимательского общественного движения. Наиболее авторитетной предпринимательской организацией Москвы был Московский биржевой комитет. Хотя формально комитет не более чем наблюдал за порядком на Московской бирже, фактически именно в его рамках консолидировались крупные московские промышленники и торговцы. П. П. Рябушинский имел откровенно неприязненные и конкурентные отношения с консервативной, проправительственно настроенной старой верхушкой Комитета. С 1906 года Рябушинский был избран одним из старшин Комитета, в разное время он председательствовал в комиссиях Комитета. По отзывам коллег-биржевиков, он сумел наладить корректные отношения с новым председателем Комитета. Им, после кончины в декабре 1905 году Н. А. Найдёнова, стал химический и текстильный фабрикант, банкир А. Г. Крестовников. С 1906 по 1912 год Рябушинский дважды избирался старшиной, а в 1912—1915 годах — заместителем председателя комитета. О сложившемся тандеме их коллега по комитету П. А. Бурышкин, писал, что Крестовников «не боялся окружать себя, даже брать себе ближайшими помощниками, своих политических противников». К 1915 году авторитет Рябушинского в предпринимательской среде возрос настолько, что он был избран председателем Комитета вместо вышедшего в отставку Крестовникова, возмущённого попустительством властей в ходе германофобской компании, затронувшей бизнес и личную безопасность коллег председателя из числа «московских немцев», за десятилетия продемонстрировавших политическую лояльность своей новой родине.

### Итоги деятельности
В целом, политическая деятельность П. П. Рябушинского была направлена на организацию представительства крупного московского капитала в той узкой части политического спектра того времени, которая располагалась между откровенно оппозиционной конституционно-демократической партией и столь же откровенно проправительственным «Союзом 17 октября». С одной стороны, такая политическая позиция предполагала отказ от всех экстремальных лозунгов и готовность к переговорам с правительством, а с другой — полную независимость и свободу критики правительства. Это стремление питалось, с одной стороны, начавшимся в 1905 году конфликтом за контроль над Московским биржевым комитетом — группа политических конкурентов Рябушинского, «старых» лидеров московских предпринимателей во главе с Н. А. Найдёновым и Г. А. Крестовниковым примкнула к партии октябристов, что заставило Рябушинского искать отдельную политическую нишу. С другой стороны, Рябушинский сумел найти политических союзников среди самых разных лиц, для которых кадеты оказались слишком левыми, а октябристы — слишком правыми: это были авторитетные либеральные земцы Д. Н. Шипов и граф П. А. Гейден, крупные экономисты М. М. Ковалевский и И. Х. Озеров, постепенно поправевший бывший «легальный марксист» П. Б. Струве. Однако даже на этом узком поле принципиально близкие политики не смогли консолидироваться: конкурентом Партии мирного обновления, в которой активно участвовал Рябушинский, выступила крайне схожая по программе Партия демократических реформ.
Результаты такой политической деятельности оказались противоречивыми. Репутация П. П. Рябушинского как лидера предпринимательского сообщества и его личная популярность постепенно ощутимо выросли, но его первоначальные мечты — получить контроль над Московским биржевым комитетом и создать новую лидирующую общероссийскую организацию предпринимателей — осуществились не сразу и не полностью. Рябушинский был избран председателем Московского биржевого комитета в 1915 году, а общероссийская организация — Совет съездов промышленности и торговли — была создана значительно позже, и Рябушинский в ней не участвовал. Издание газеты «Утро России» оказалось удачным проектом, авторитет газеты был высок, и она привлекала к себе большое внимание. В то же время, влияние политических сил, с которыми сотрудничал Рябушинский, на собственно парламентский процесс было незначительным. Все проекты с участием Рябушинского (Торгово-промышленная партия, Партия мирного обновления, прогрессивная фракция) не пользовались популярностью у избирателей, даже с учётом цензовой политической системы, дающей крупные преимущества состоятельным избирателям. В результате, количество депутатов в I—III Думах от этих партий неизменно оказывалось столь малым, что они не могли оказать никакого влияние на законодательную деятельность. И только в IV Думе прогрессистам удалось добиться определённого, довольно скромного, успеха.
П. П. Рябушинский никогда не выставлял свою кандидатуру в Думу, будучи сильно загружен управлением семейным бизнесом, газетой и разнообразной внепарламентской общественной деятельностью. На 1916—1918 годы П. П. Рябушинский был избран членом Государственного совета от промышленности по квоте Московского биржевого комитета. Государственный совет, обсуждавший исключительно законопроекты, ранее прошедшие через Думу (практически постоянно распущенную в период Первой мировой войны), в 1916 — начале 1917 года заседал чрезвычайно редко и потерял политическое влияние, и поэтому Рябушинский не успел проявить себя в качестве члена Совета.

## Деятельность после Февральской революции и в эмиграции

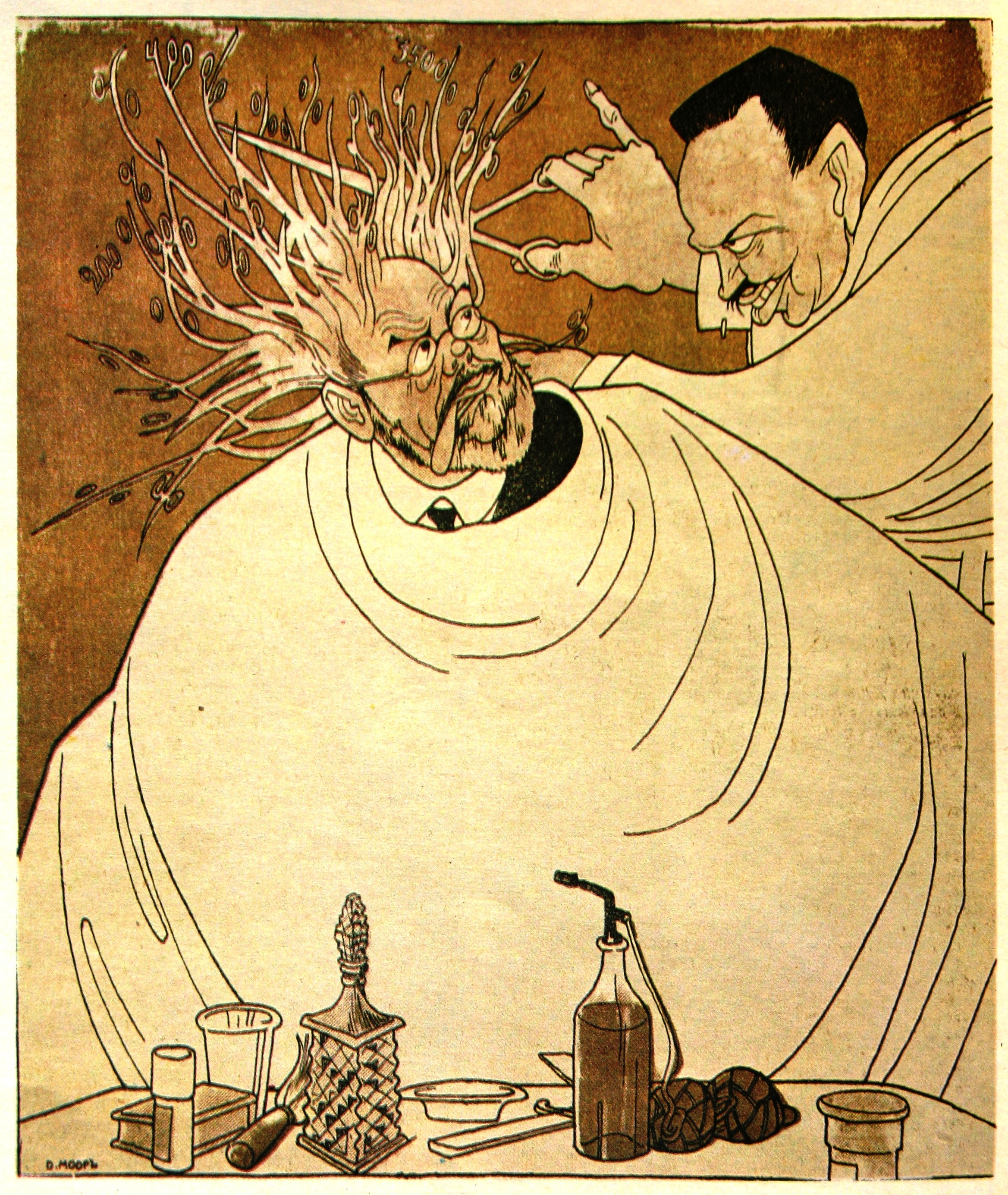
Карикатура Д. Моора «Стрижка процентов». Клиент — миллионер П. Рябушинский. 1917

В 1916 году П. П. Рябушинский заболел туберкулёзом лёгких. От этой болезни ранее умер его брат Фёдор. В начале 1917 года, выступая на частном совещании деятелей торговли и промышленности, П. П. Рябушинский заявил:

Страшно становится за Россию, когда нам приходится с подозрением относиться к своей собственной власти, когда народ спрашивает тебя: «За кого она — эта власть?». Создавшееся невыносимое положение нам всем понятно; лишь одна русская власть остается глуха ко всем к ней обращениям, не слышно стона и сдержанного ропота народа. И в результате все мы сейчас остановились и чего-то ждем. Что нам делать во имя спасения России? Мы знаем только, что так продолжаться не может. 
Февральскую революцию Рябушинский принял с радостью. Уже в марте 1917 года он стал одним из создателей московского Комитета общественных организаций. На I съезде Всероссийского союза торговли и промышленности 19—22 марта он призывал поддержать ещё не окрепшую власть Временного правительства. Рябушинский был против коалиционного социалистического правительства, обвиняя министров-социалистов в том, что экономические реформы «пошли не творческим, а разрушительным путём» и грозят России финансовым и продовольственным кризисом. Выступал за ликвидацию двоевластия и уменьшение влияния Петроградского совета, поддерживал — в том числе финансово — Союз офицеров армии и флота, положительно оценивал планы Корнилова по захвату власти. Участвовал в Государственном совещании в Москве 12—15 августа. После провала «Корниловского мятежа» уехал в Крым лечиться от туберкулёза и отошёл от политической деятельности. В середине сентября был арестован в Симферополе как соучастник попытки государственного переворота, но вскоре освобождён по личному распоряжению А. Ф. Керенского.
В 1918 году, после Октябрьской революции, вступил по предложению Павла Милюкова в Совет государственного объединения России (СГОР), созданный для борьбы с большевистским правительством. В 1919 году эмигрировал во Францию. В мае 1920 года участвовал в качестве почётного председателя в торгово-промышленном съезде в Париже, выражал надежду на экономическое обновление коммунистической власти в связи с введением НЭПа и скорое возрождение России.
Масон (ложа «Астрея», Париж, 1920-е годы).
Скончался в 1924 году от туберкулёза, похоронен на кладбище Батиньоль в Париже.

## Здания, связанные с деятельностью П. П. Рябушинского
- Особняк на Пречистенском бульваре в Москве (современный адрес — Гоголевский бульвар, 6, 55°44′44″ с. ш. 37°36′05″ в. д.HGЯO). Особняк, построенный архитектором А. С. Каминским для крупного предпринимателя С. М. Третьякова в 1871; в 1892 году был куплен П. П. Рябушинским, который жил в нём до 1917 года. Здание сохранилось, в нём размещается Российский фонд культуры.
- Хлопкоткацкая фабрика «Товарищества П. М. Рябушинского с сыновьями» в Вышнем Волочке (бывшее село Заворово, 57°36′21″ с. ш. 34°33′59″ в. д.HGЯO) — обширный комплекс промышленных зданий, возведённых в 1890-х — 1910-х годах. Постройки предприятия сохранились, частично принадлежат Вышневолоцкому хлопчатобумажному комбинату[12], а частично заброшены.
- Здание банкирского дома «Братья Рябушинские» и «Товарищества мануфактур П. М. Рябушинского с сыновьями» в Москве (Россия, Москва, Старопанский переулок, 2/1 — Биржевая площадь, 1/2, 55°45′20″ с. ш. 37°37′30″ в. д.HGЯO). Здание в строгом варианте модерна, построено в 1903—1904 годах, перестроено в 1908 году по проекту Ф. О. Шехтеля, надстроено шестым этажом в 1911—1913 годах по проекту А. В. Кузнецова. Это здание с 1903 года было основным местом работы братьев Рябушинских. Здание сохранилось.
- Типография газеты «Утро России» в Москве (Большой Путинковский переулок, 3, 55°46′01″ с. ш. 37°36′28″ в. д.HGЯO) — производственное здание в строгом варианте модерна, построено по проекту Ф. О. Шехтеля в 1907—1909 годах. Здание сохранилось, реконструировано, в нём размещается бизнес-центр.
- Дача Рябушинских в Вышнем Волочке (бывшее село Заворово, 57°36′21″ с. ш. 34°33′59″ в. д.HGЯO) — находится рядом с остатками от Хлопкоткацкой фабрики, после революции 1917 года в здании находился Инкубатор с жилыми комнатами для сотрудников. После расселения жителей из коммунальных квартир предполагался снос дачи, но общественность отстояла единственное здание города в стиле модерн[13]. Построен на рубеже XIX—XX вв., к созданию, очевидно, причастен архитектор Ф. О. Шехтель.